# مجلس المحاسبة (الجزائر)
مجلس المحاسبة هي مؤسسة عليا للرقابة البعديّة لأموال الدّولة والجماعات الإقليميّة والمرافق العموميّة التي تحكمها حاليًا المادة 170 من دستور 1996 بصيغته المعدلة بموجب القانون رقم 02-03 المؤرخ في 10 أبريل 2002 وقانون رقم 08-19 بتاريخ 15 نوفمبر 2008.